# Bernd Schäfer (Sportfunktionär)

Ehrentrikot der Kölner Haie zu Schäfers 70. Geburtstag 2007

Bernd Schäfer III. (* 28. September 1937; † 28. Januar 2010) war ein deutscher Rechtsanwalt und Sportfunktionär. Er war Mitbegründer des Eishockeyclubs Kölner Haie sowie der Deutschen Eishockey Liga, in der er von 1996 bis 2000 den Posten des Geschäftsführers innehatte.

## Karriere
Der Kölner Rechtsanwalt war 1972 Gründungsmitglied des Kölner EC, den späteren Kölner Haien, die er im März 1994 als Interimspräsident übernahm und mit einem umfangreichen Sanierungskonzept vor der Insolvenz rettete. Später wurde Schäfer vom KEC zum Ehrenpräsidenten ernannt.
1994 gehörte Schäfer zudem zu den Gründungsmitgliedern der Deutschen Eishockey Liga (DEL), in dessen Aufsichtsrat er zunächst saß und bei der er 1996 den Posten des Geschäftsführers übernahm. Während seiner Amtszeit gelangte er durch TV-Verträge mit dem Medienunternehmer Leo Kirch sowie der vollständigen Öffnung der Liga für ausländische Spieler nach dem Bosman-Urteil in die Kritik und wurde schließlich im Frühjahr 2000 durch Gernot Tripcke abgelöst.
Bernd Schäfer III., der bis zu seinem Tode eine Kanzlei am Kölner Heumarkt leitete, starb am 28. Januar 2010 im Alter von 72 Jahren.